# 伊兹迈洛沃区
伊兹迈洛沃区（俄語：район Измайлово）是莫斯科东行政区的一区，面积15.24平方公里，人口108,666人。游击队站、伊兹迈洛沃站、五一站和猎鹰山站位于此区内。